# Дружба народов
«Дру́жба наро́дов» (укр. «Дружба народів») — щомісячний літературно-художній і громадсько-політичний журнал. Заснований 1955 у Москві як орган СП СРСР (1939–1955 виходив як однойменний альманах).
Друкував у перекладі на російську мову художні твори письменників народів СРСР, висвітлював культурне життя союзних республік.
Додатки:
- «Библиотека классиков литератур народов СССР» (1957–1960);
- «Библиотека исторических романов народов СССР» (1961–1963);
- «50 лет советского романа» (1964–1970);
- «Библиотека „Дружбы народов“» (1971–1980);
- «Библиотека советской прозы» (1981–1991).

На шпальтах «Д. н.» друкували твори й літераторів України, зокрема:
- М. Рильського
- М. Бажана
- О. Гончара
- М. Стельмаха
- Л. Новиченка
- Д. Павличка
- І. Дзюби
- Б. Чичибабіна
- М. Руденка
- М. Рябчука
- В. Медвідя
- Н. Білоцерківець
- О. Забужко.
- Н. Бельченко.

Серед найпомітніших публікацій перших років демократизації і гласності — роман «Спектакль» В. Дрозда (1988), статтю «Государственный язык и духовное творчество народа» Д. Павличка (1989), інтерв'ю О. Руденка-Десняка з І. Драчем «„РУХ“ — обретение пути» і статтю «Украинский вопрос и русское общество» В. Вернадського (1990). Помітне місце відведено спадщині репресованих та замовчуваних українських письменників. Ще 1988 у журналі опублікована «Повість про санаторійну зону» М. Хвильового (переклад О. Руденка-Десняка, вступне слово М. Жулинського). 1989 один з номерів «Д. н.» вмістив блок україністики: фрагменти зі щоденників В. Винниченка (переклад О. Руденка-Десняка), відкритий лист В. Винниченка Й. Сталіну і членам Політбюро ВКП(б), статтю «Художник, распятый на кресте политики. Судьба Владимира Винниченко» М. Жулинського, статтю А. Луначарського про Т. Шевченка, нариси В. Підмогильного «Третя революція» зі вступним словом В. Мельника (публікація і коментар до листів Р. Мовчан), статтю «Преодоление остракизма. Литература украинского зарубежья» І. Дзюби. З-поміж визначних публікацій останніх років — вірші М. Зерова, Є. Плужника, М. Семенка, Б.-І. Антонича, В. Стуса, роман М. Хвильового «Вальдшнепи» та фрагменти з його статті «Україна чи Малоросія?» (переклад і вступні нотатки О. Руденка-Десняка), романи «Жовтий князь» В. Барки (переклад і вступне слово Л. Танюка) та «Золоті розсипи» В. Винниченка (переклад і вступне слово О. Руденка-Десняка), «Сибірські новели» Б. Антоненка-Давидовича (переклад і вступне слово Я. Голуба), дослідж. І. Дзюби «„Нам только сакля очи колет…“. Кавказ Тараса Шевченко на фоне непреходящего прошлого (К 150-й годовщине со дня написания поэмы: 18. 11. 1845)» та відгуки на нього, дискусійна стаття Д. Затонського.
Головний редактор — О. Ебаноїдзе.